# سانتياغو غونزاليس (لاعب كرة قدم)
سانتياغو غونزاليس (بالإسبانية: Santiago González Areco) (11 يونيو 1992 بمونتفيدو في الأوروغواي - ) هو لاعب كرة قدم أوروغواني في مركز الهجوم. شارك مع منتخب الأوروغواي تحت 17 سنة لكرة القدم. أما مع النوادي، فقد لعب مع إمباكت مونتريال وريفر بليت ونادي دانوبيو وإنستيتوسيون أتلتيكا سود أمريكا ‏ وVilla Teresa ‏ ونادي هوراكان.

## وصلات خارجية
- سانتياغو غونزاليس على موقع الدوري الأمريكي (الإنجليزية)
- سانتياغو غونزاليس على موقع قاعدة بيانات كرة القدم.إي يو (الإنجليزية)
- سانتياغو غونزاليس على موقع Soccerway.com (الإنجليزية)
- سانتياغو غونزاليس على موقع عالم كرة القدم.نت (الإنجليزية)